# 松永俊文
松永 俊文（まつなが としふみ、1933年 - ）は、日本の社会福祉学者。
長崎県に生まれる。西南学院大学を卒業後、1956年（昭和31年）福岡女学院高校・中学校教諭、1960年（昭和35年）福岡県社会福祉協議会、福岡県共同募金会勤務。1984年（昭和59年）両会事務局長を経て、1993年（平成5年）福岡県立大学助教授、のち教授。2000年（平成12年）福岡女学院大学教授。
共著に「福岡県社会福祉事業史」「地域福祉論」、分担執筆に「社会福祉―その理論と実際」など